# Louis Joseph de Warenghien de Flory
Louis Warenghien de Flory, né le 11 mars 1741 à Douai (Flandre française) et mort le 11 janvier 1824 à Douai (Nord), est un homme politique et un magistrat français.

## Biographie
Après ses études de droit à Douai, il est reçu avocat au Parlement de Flandres en 1761.
Conseiller au Parlement quatre ans plus tard jusqu'en 1771 mais réintègre ses fonctions dès le 23 novembre 1774.
Il est procureur général syndic (procureur-syndic du département), puis agent national de l’administration centrale de la Belgique en 1795.
Nommé, en l'an VIII, membre et président du Conseil général du Nord, il est appelé, le 13 novembre 1803, aux fonctions de premier président par intérim de la cour d'appel de Douai, est créé chevalier de la Légion d'honneur le 29 mai 1810, chevalier de l'Empire (16 décembre suivant), et baron le 15 février 1813. 
Procureur général près la Cour de Douai. Premier président à la même cour le 14 mai 1813, il conserve ses fonctions sous la Restauration, et est élu, le 12 mai 1815 député du Nord à la Chambre des représentants.
Il est le père du général Adrien Lamorial Jean Marie de Warenghien de Flory.

## Hommage
Une rue de Douai porte son nom.

## Distinctions
- Chevalier de la Légion d'honneur par décret du 29 mai 1810[3].

## Héraldique
| Figure | Blasonnement |
|        | Chevalier de Warenghien de Flory et de l'Empire Lettres patentes du 16 décembre 1810. Chevalier de la Légion d’honneur Parti : au 1, d'or à trois léopards de sable passant l'un sur l'autre ; au 2, d'azur au chevron d'or accompagné de trois besants du même , à la terrasses de gueules chargée du signe des chevaliers légionnaires. |

| Figure | Blasonnement |
| ------ | --- |
|        | Baron de Warenghien de Flory et de l'Empire, lettres patentes du 25 février 1813. Chevalier de la Légion d’honneur Parti : au 1, d'or à trois léopards de sable passant l'un sur l'autre ; au 2, d'azur au chevron d'or accompagné de trois besants du même ; franc-quartier des barons [premiers] présidents de notre cour d'appel. |